# Жофія Балаж
Жофія Балаж (англ. Zsofia Balazs, 4 липня 1990) — канадська плавчиня.
Учасниця Олімпійських Ігор 2012 року.
Призерка Панамериканських ігор 2007 року.